# Raparna transversa
Raparna transversa är en fjärilsart som beskrevs av John Henry Leech 1900. Raparna transversa ingår i släktet Raparna och familjen nattflyn. Inga underarter finns listade.